# Mada Minu Ashita ni
Mada Minu Ashita ni (jap. 未だ見ぬ明日に) − minialbum japońskiej grupy muzycznej Asian Kung-Fu Generation wydany 11 czerwca 2008.

## Lista utworów
1. "Myaku'utsu Seimei" (jap. 脈打つ生命) − 3:29
2. "Science Fiction" (jap. サイエンスフィクション Saiensu fikushon) − 2:52
3. "Mustang" (jap. ムスタング Musutangu) − 5:00
4. "Shinkokyū" (jap. 深呼吸) − 3:54
5. "Yūsetsu" (jap. 融雪) − 3:27
6. "Mada Minu Ashita ni" (jap. 未だ見ぬ明日に) − 4:01